# 丸の内停留場
丸の内停留場（まるのうちていりゅうじょう）は、富山県富山市丸の内一丁目にある、富山地方鉄道富山軌道線（支線、安野屋線、富山都心線）の停留場。駅番号はC18。

## 概要
併用軌道に設置されており、当停留場付近で軌道は大きくカーブしている。
当停留場で大学前停留場方面から環状線（3系統）電車に乗り換える際には、降車する際に料金を支払って乗り継ぎ券を受け取り、環状線電車に乗り換える。環状線電車から大学前停留場方面に乗り換える際も、同様に乗り継ぎ券を受け取って後続の2系統の電車に乗り継ぐ。

## 歴史
- 1913年（大正2年）9月1日：富山電気軌道の総曲輪停留場として開業[1]。
- 1920年（大正9年）7月1日：富山市に譲渡され、富山市営軌道の停留場となる[2]。
- 1943年（昭和18年）
  - 1月1日：路線譲渡により富山地方鉄道の停留場となる[3]。
  - 3月1日：電力制限に伴う全便急行運転に伴い停留場休止[4]。
- 1945年（昭和20年）8月2日：富山大空襲の戦災より路線休止[5]。
- 1949年（昭和24年）3月15日：富山駅前 - 旅篭町間復旧に伴い営業再開[6]。
- 1952年（昭和27年）8月5日：丸の内停留場に改称[1]。安野屋線（丸の内 - 安野屋間）開業[7]。
- 1973年（昭和48年）3月31日：西町 - 旅篭町 - 丸の内間廃止[8]。
- 2009年（平成21年）12月23日：富山都心線丸の内 - 国際会議場前 - 西町間開業。

## 停留場構造

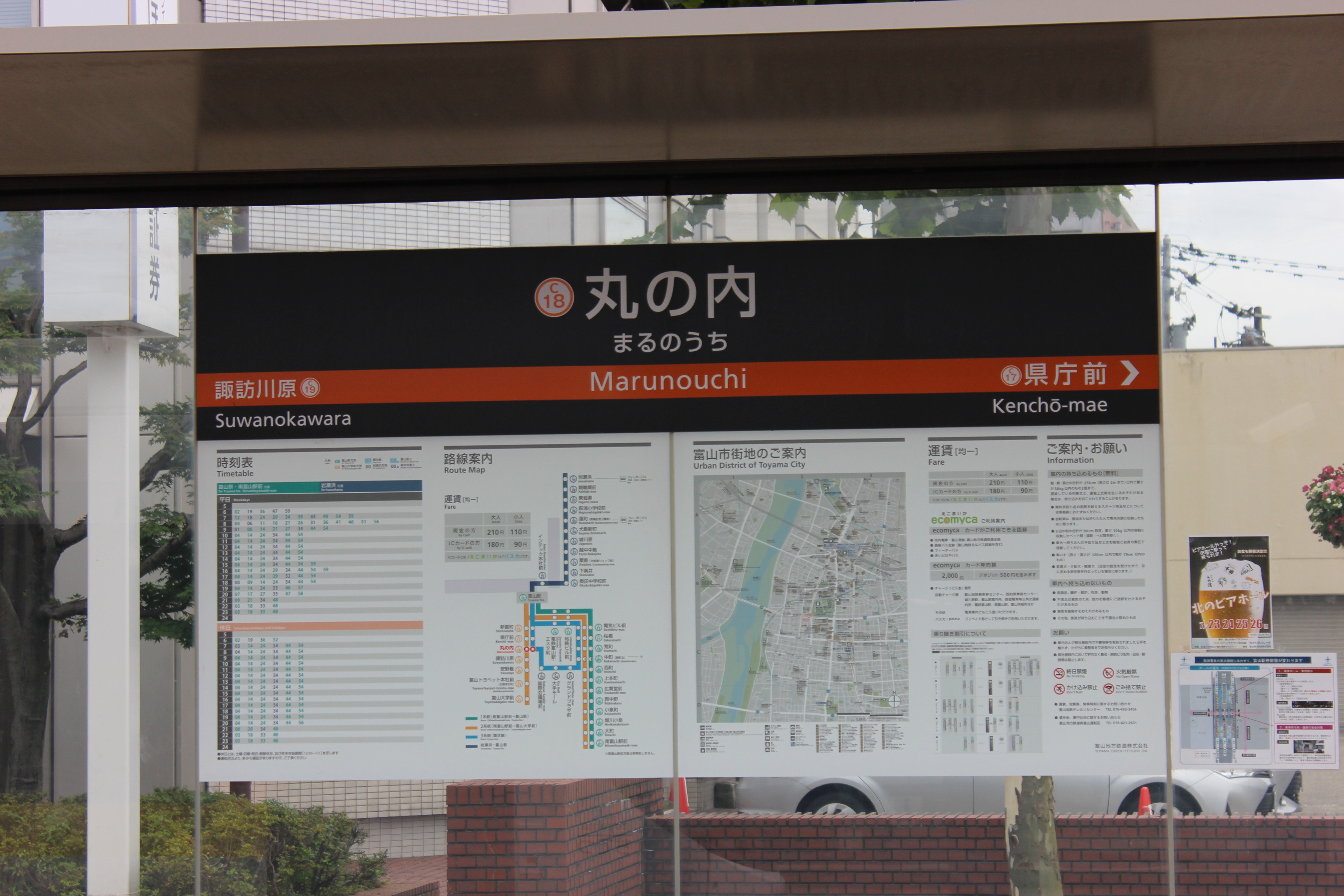
駅名標（2020年7月、駅ナンバリング導入後）

相対式ホーム2面2線の地上駅。ホームは相対式配置。富山都心線開業に伴い、ホームが富山駅前側に移設されて上屋が設けられた。但し、南富山駅前方面の新ホームは開業時点では使っておらず、交差点を曲がる手前の旧来のホームを継続して使っていた。

## 停留場周辺
- 富山城址公園（富山城・富山市郷土博物館・佐藤記念美術館）
- 富山丸の内合同庁舎
  - 富山税務署
- 富山国際会議場（大手町フォーラム）
- 大手モール（大手町通り）

## 隣の停留場
富山地方鉄道
富山軌道線（支線）
県庁前停留場 (C17) - 丸の内停留場 (C18) - （1973年廃止区間） - 旅篭町停留場
富山軌道線（安野屋線）
丸の内停留場 (C18) - 諏訪川原停留場 (C19)
富山軌道線（富山都心線）
丸の内停留場 (C18) → 国際会議場前停留場 (C23)